# Empingham
Empingham ist eine Gemeinde (civil parish) in der englischen Unitary Authority Rutland in der Region East Midlands. Im Jahr 2001 zählte sie 815 Einwohner. Im Westen des Ortes erstreckt sich der Stausee Rutland Water.

## Verkehr
Die A-Straße A 606 führt durch Empingham und verbindet den Ort mit Oakham, Melton Mowbray und Nottingham im Westen bzw. Nordwesten und Stamford im Osten.